# 24.ª Divisão Panzer (Alemanha)
A 24ª Divisão Panzer (em alemão: 24. Panzer-Division) foi uma unidade militar blindada da Alemanha que esteve em serviço durante a Segunda Guerra Mundial.

## Comandantes
| Comandante                                        | Data                                                     |
| ------------------------------------------------- | -------------------------------------------------------- |
| Generalleutnant Kurt Feldt                        | 28 de novembro de 1941 - 21 de abril de 1942             |
| Generalmajor Bruno Ritter von Hauenschild         | 21 de abril de 1942 - 8 de setembro de 1942              |
| Generalmajor Arno von Lenski                      | 12 de setembro de 1942 - 14 de novembro de 1942 m.d.F.b. |
| Generalleutnant Arno von Lenski                   | 15 de novembro de 1942 - 2 de fevereiro de 1943          |
| Reformado                                         |                                                          |
| Oberst Maximilian Freiherr von Edelsheim          | 1 de março de 1943 - 31 de maio de 1943 m.d.F.b.         |
| Generalleutnant Maximilian Freiherr von Edelsheim | 1 de junho de 1943 - 1 de agosto de 1944                 |
| Generalmajor Gustav-Adolf von Nostitz-Wallwitz    | 1 de agosto de 1944 - 25 de março de 1945                |
| Major Rudolf von Knebel-Döberitz                  | 26 de março de 1945 - 8 de maio de 1945                  |

## Oficiais de Operações
| Major Otto-Wilhelm von Menges                              | 28 de novembro de 1941-2 de fevereiro de 1943 (KIA) |
| Reformado                                                  |                                                     |
| Oberstleutnant Friedrich Freiherr von Ohlen und Adlerscron | 1 de março de 1943-1 de novembro de 1943            |
| Major Hans-Henning von Christen                            | 1 de novembro de 1943-30 de agosto de 1944          |
| Major Hans-Georg Krebs                                     | 30 de agosto de 1944-15 de setembro de 1944         |
| Major Rudolf von Knebel-Doeberitz                          | 15 de setembro de 1944-maio de 1945                 |

## Área de operações
| Prússia Oriental           | novembro de 1941 - abril de 1942    |
| França                     | abril de 1942 - junho de 1942       |
| Frente Oriental, setor sul | junho de 1942 - novembro de 1942    |
| Stalingrado                | novembro de 1942 - novembro de 1942 |
| Reformado                  |                                     |
| França                     | março de 1943 - agosto de 1943      |
| Itália                     | agosto de 1943 - outubro de 1943    |
| Frente Oriental, setor sul | outubro de 1943 - agosto de 1944    |
| Polônia & Hungria          | agosto de 1944 - janeiro de 1945    |
| Prússia Oriental           | janeiro de 1945 - abril de 1945     |
| Alemanha                   | abril de 1945 - maio de 1945        |